# Oravecz Lizanka
Oravecz Lizanka (1981–) Asperger-szindrómás aktivista, autizmus tapasztalati szakértő, a Lélekhely Egyesület alapító alelnöke. 32 évesen diagnosztizálták Asperger-szindrómával, azóta tevékeny szerepet vállal a hazai érdekvédelemben.

## Élete
Szentendrén nőtt fel. Számos pszichiátriai problémával kezelték, míg végül 2013-ban ismerőse javaslatára vizsgáltatta ki magát autizmus gyanújával. Azóta jelentős szerepet játszik az autizmussal és Asperger-szindrómával kapcsolatos ismeretterjesztésben, előadásokat tart országszerte és az Autista vagyok című YouTube-csatorna társszerzője. 

## Műve
- Lizanka - Egy autista lány története a bezártságtól a teljes élet felé, 	Hvg Könyvek Kiadó (2017, 2018) ISBN 2399960645993